# Caçadores na Neve
Caçadores na Neve (em neerlandês:  Jagers in de Sneeuw), também conhecida por Regresso dos Caçadores é uma pintura a óleo sobre madeira do mestre flamengo da Renascença Pieter Bruegel, de 1565, uma das várias em que representou aspectos da vida cotidiana da sua época. Está assinado "BRVEGEL M.D.LXV."
Esta obra fez parte de uma série de seis, cinco das quais chegaram até ao presente, que retratam diferentes épocas do ano. O Regresso seria, provavelmente, o último quadro do ciclo, como sugerido pelo próprio tema do final do caminho.
Pieter Bruegel gostava de pintar os diferentes aspectos da vida nos campos, mas era um intelectual sofisticado e muitas das suas pinturas têm um significado simbólico e também um aspecto moral.
Está actualmente exposto no Museu de História da Arte em Viena.

## Descrição
A pintura apresenta uma cena invernal em que três caçadores regressam de uma caçada acompanhados pelos seus cães. Pela aparência, a saída não foi bem sucedida; os caçadores parecem caminhar abatidos, e os cães parecem cansados e desalentados. Um homem carrega apenas a carcaça de uma lebre ilustrando a pobreza da caçada. A impressão visual geral é a de um dia calmo, frio e nublado; as cores são brancos suaves e cinzentos, as árvores estão despidas de folhas e a fumaça de madeira queimada paira no ar. Vários adultos e uma criança preparam comida numa fogueira no exterior duma pousada.
A paisagem por sua vez é um vale fundo e largo com um rio a serpenteiar nele e vendo-se picos de montanhas no horizonte. Vê-se uma azenha com o seu rodízio totalmente congelado. Ao longe, há pessoas a patinar no gelo, a jogar hóquei com sticks de estilo moderno e a jogar curl num lago congelado.

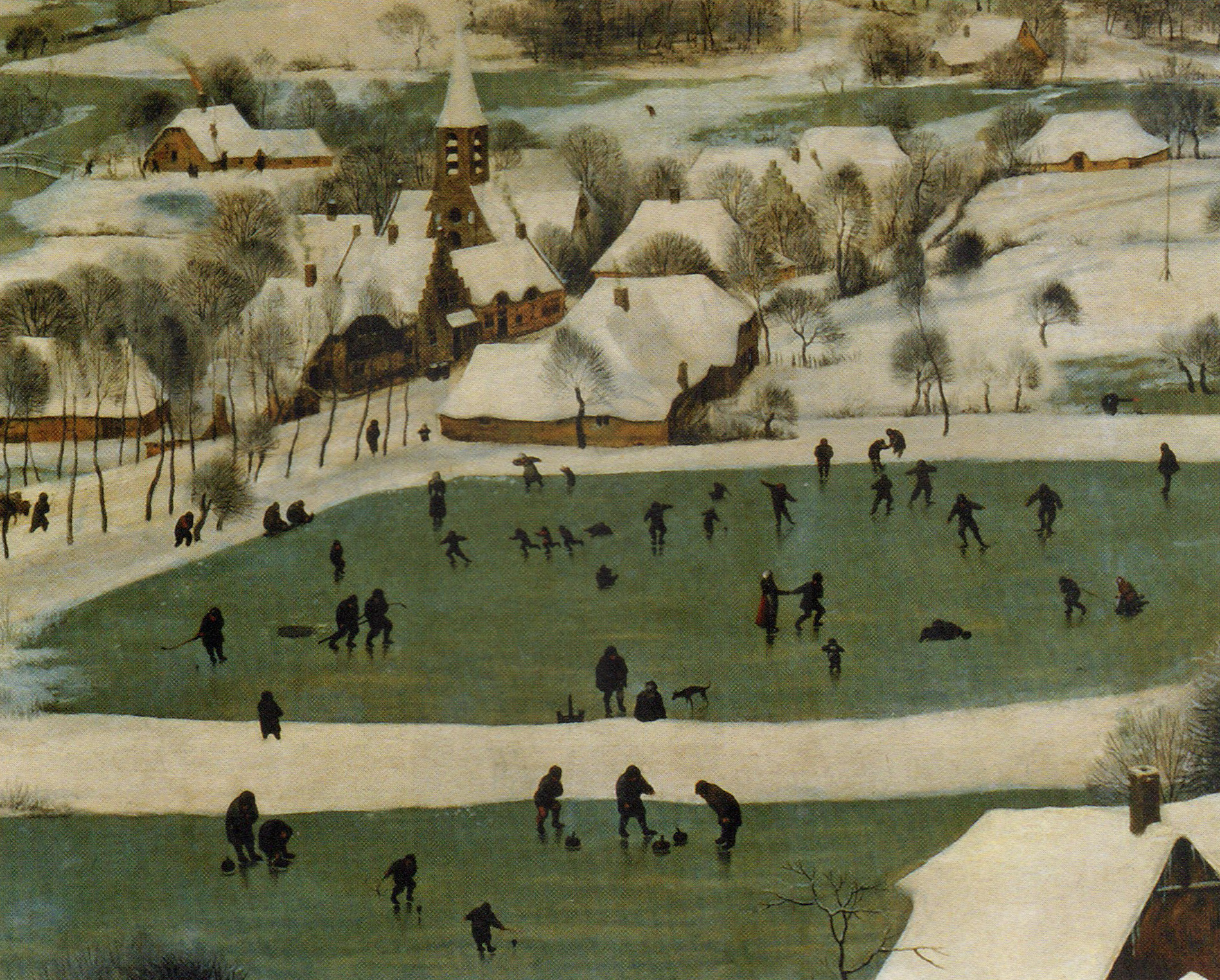
Detalhe

## Interpretação e recepção

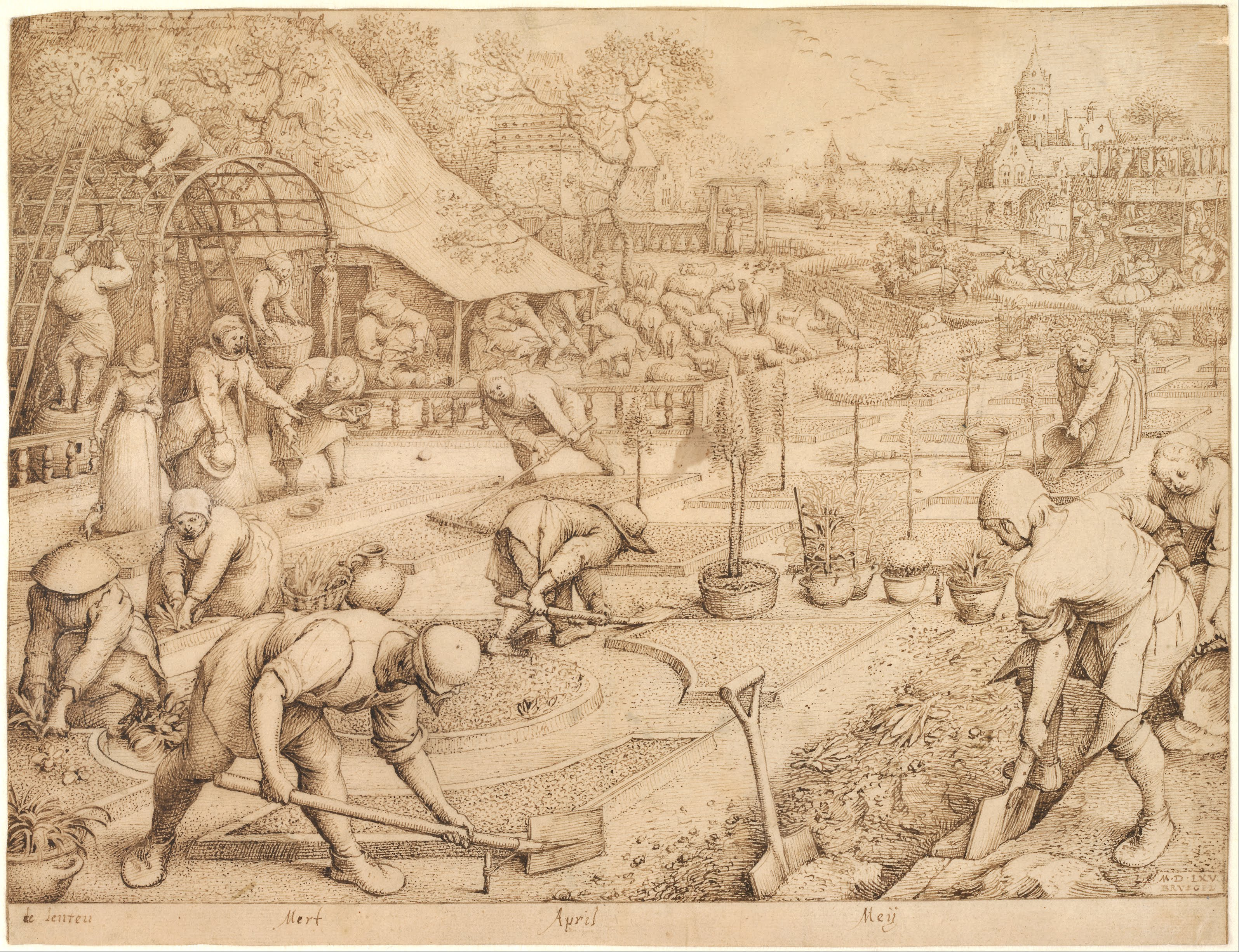
Modelo padrão.

A década de 1560 foi uma época de agitação política e religiosa nos Países Baixos, e Bruegel (e possivelmente o seu patrono) poderia estar a tentar retratar um ideal do que costumava ser a vida do país, ou o que ele desejava que fosse.
Escrevendo na seção "Opinião" da Nature, o historiador de arte Martin Kemp assinalou que as pinturas dos Mestres antigos são assuntos populares para cartões de Natal e afirmou que "provavelmente nenhum assunto "secular" é tão popular como ... Caçadores na Neve".
O realizador Andrei Tarkovsky fez muitas referências a Caçadores na Neve nos seus filmes Solaris (1972) e O Espelho (1974), bem como o realizador Lars von Trier no seu filme Melancolia de 2011. Também aparece no filme A Cidade Branca (1983) do realizador Alain Tanner e foi uma das fontes de inspiração do realizador Roy Andersson para o seu filme Um Pombo Pousou num Ramo a Refletir na Existência de 2014.

## Pieter Bruegel, Filho
Tal como em relação a outros quadros e temas, Pieter Brueghel, Filho, produziu também uma versão replicada da obra Caçadores na Neve do seu pai, que se encontra no Tokyo Fuji Art Museum.

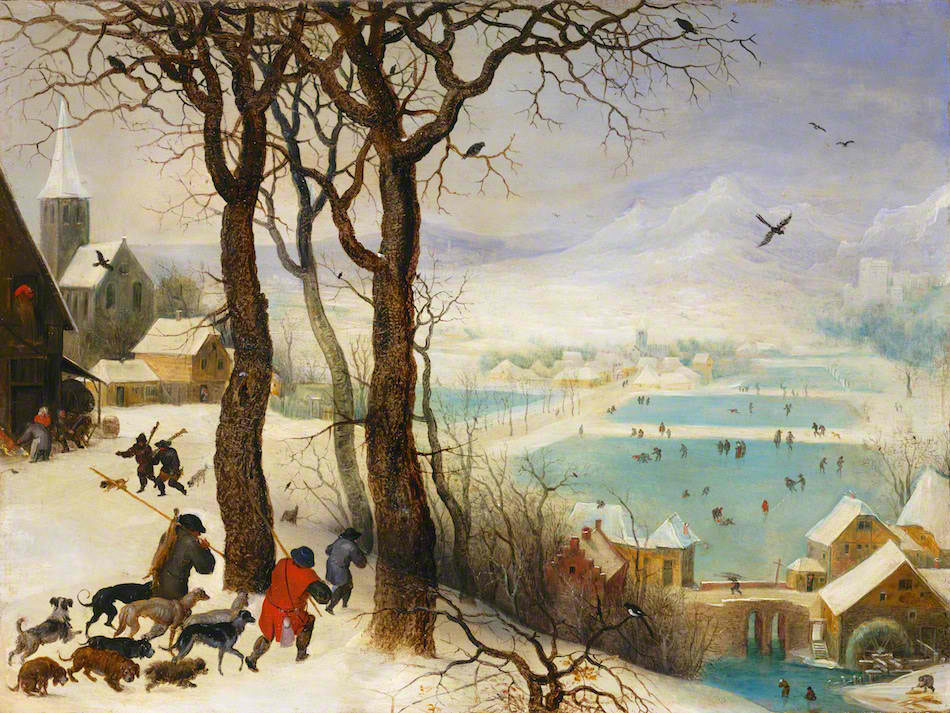
Caçadores na Neve (Jäger im Schnee) de Pieter Brueghel, Filho